# Apaeleticus brunnescens
Apaeleticus brunnescens är en stekelart som beskrevs av Heinrich 1962. Apaeleticus brunnescens ingår i släktet Apaeleticus och familjen brokparasitsteklar. Inga underarter finns listade i Catalogue of Life.